# Chiesa della Madonna della Neve (Martinengo)
La chiesa della Madonna della Neve è un edificio di culto di Martinengo, in provincia e diocesi di Bergamo; fa parte del vicariato di Ghisalba-Romano ed è sussidiaria della chiesa parrocchiale di Sant'Agata.

## Storia
La costruzione della chiesa risale al XVII secolo.Le prime indicazioni di un edificio di culto dedicato alla Madonna della Neve, sono inserite nella relazione della visita pastorale del vescovo di Bergamo Daniele Giustiniani del 1667, ma che descrive una piccola cappella.
Il suo ampliamento viene indicato come: “hora si va ampliando una cappella detta la Madonna di S. Agata” e intitolata alla Madonna della Neve come riportato nel verbale della visita parrocchiale di Luigi Ruzzini del 1699: “oratorium sub invocatione B.M.V. ad Nives extra oppidum versus meridiem”.
Nel 1711 l'allora parroco don Sonzogni, nella relazione destinata al vescovo di Bergamo Pietro Priuli, che indica tutti gli edifici di culto presenti sul territorio di Martinengo cita: “il terzo sotto il titolo della B.V. della Neve”. Il documento descrive la chiesa composta da due campate e doppie finestre a tre lunette e la torre campanaria dalle linee essenziali in cotto con specchiatura sagomate.

## Descrizione

### Esterno
La chiesa con la facciata a capanna, ospita nella parte inferiore la zoccolatura in cotto che prosegue nelle lesene laterali fino al tetto ligneo, che si presenta particolarmente aggettante per riparare sia la facciata che i fedeli. Anche il portale centrale e le due finestre laterali hanno i contorni in cotto. La facciata è ornata nella parte superiore l'accesso dell'affresco raffigurante la Madonna della Neve, titolare della chiesa.

### Interno
L'unica navata dell'interno è divisa da lesene in due campate complete di lesene in muratura culminanti con capitelli che reggono la trabeazione che si collega con la volta a botte. A destra della prima campata ospita vi è il quadro raffigurante la Madonna col Bambino.
La zona presbiteriale è elevata da due gradini. Due tele sono ospitate nella zona; quella a sinistra, raffigura Gesù che prega nel deserto e quella posta sul lato di destra L'incontro di Maria con Figlio sul monte Calvario.